# Wojciech Młynarski
Wojciech Marian Młynarski (ur. 26 marca 1941 w Warszawie, zm. 15 marca 2017 tamże) – polski poeta, reżyser i wykonawca piosenki autorskiej, satyryk, artysta kabaretowy, autor tekstów piosenek i librett, tłumacz, znany przede wszystkim z autorskich recitali. Członek Stowarzyszenia Pisarzy Polskich. Przez niektórych autorów uznawany za najwybitniejszego twórcę tekstów w powojennej historii kabaretu literackiego w Polsce.
Debiutował w początku lat 60. w studenckim kabarecie klubu „Hybrydy”, był autorem i reżyserem dwóch programów kabaretu: „Radosna gęba stabilizacji” (1962) oraz „Ludzie to kupią” (1963).
Swoje piosenki wykonywał sam, jednak wiele z nich zyskało rozgłos w wykonaniu innych wykonawców, takich jak m.in.: Michał Bajor, Hanna Banaszak, Ewa Bem, Halina Frąckowiak, Edyta Geppert, Anna German, Irena Jarocka, Kalina Jędrusik, Krystyna Konarska, Halina Kunicka, Krzysztof Krawczyk, Dana Lerska, Grażyna Łobaszewska, Alicja Majewska, Krystyna Prońko, Łucja Prus, Maryla Rodowicz, Irena Santor, Jarema Stępowski, Janusz Szrom, Grażyna Świtała, Agnieszka Wilczyńska, Zbigniew Wodecki, Maciej Maleńczuk i Andrzej Zaucha,  Natalia Grosiak, Gaba Kulka, oraz zespołów: Raz, Dwa, Trzy, Alibabki, 2 plus 1, Quorum i Skaldowie. „Młynarski Plays Młynarski” to projekt syna (Jana) i gwiazd polskiej estrady.
Był autorem przekładów piosenek z musicali: Kabaret, Jesus Christ Superstar i Chicago. Na scenie Teatru Ateneum realizował również programy autorskie poświęcone wybitnym artystom i twórcom, m.in.: Brelowi, Hemarowi, Ordonównie oraz Wysockiemu, jak również Brassensowi – w Teatrze Rampa (częściowy przekład, scenariusz, reżyseria). Należał również do rady programowej Teatru Rozmaitości.

## Życiorys
Urodził się 26 marca 1941 w Warszawie . Był synem Mariana Młynarskiego (1907–1943), inżyniera rolnego i zarządcy majątku w Kobylance, oraz jego żony Magdaleny z domu Zdziechowskiej (1916–2004). W sierpniu 1942 urodziła się jego siostra, Barbara, późniejsza aktorka, poetka i popularyzatorka kultury polskiej w Szwajcarii . Stryjecznym dziadkiem obojga był kompozytor, dyrygent i skrzypek Emil Młynarski, a mężem ciotki Neli został pianista Artur Rubinstein ; ich dzieci, m.in. aktor John Rubinstein i fotografka Eva Rubinstein, były kuzynami drugiego stopnia Wojciecha Młynarskiego. Tradycje muzyczne były silne także w rodzinie matki Młynarskiego, m.in. jej siostra Maria Kaczurbina (żona rentgenologa Adama Kaczurby) była kompozytorką piosenek dla dzieci.
Ojciec Młynarskiego zmarł na gruźlicę w 1943 i jego matka powróciła wraz z dziećmi do domu rodziców w podwarszawskim Komorowie, okazałej willi Cecylii i Tadeusza Zdziechowskich przy ówczesnej ulicy Słowackiego 6 (numer współczesny: 8). Tam przyszły autor piosenek spędził dzieciństwo; w młodości jego sąsiadką była m.in. Maja Komorowska.
W dzieciństwie pisał pierwsze wiersze oraz reżyserował przedstawienia, w których występował wraz z kuzynkami. Podczas nauki w Liceum Ogólnokształcącym im. Tomasza Zana w Pruszkowie pisał wiersze w sposób humorystyczny dokumentujące życie szkoły, które następnie deklamował lub odśpiewywał podczas comiesięcznych apeli porannych. W 1958 zdał maturę i rozpoczął studia na Wydziale Polonistyki Uniwersytetu Warszawskiego.

### Lata 60.
W 1960, będąc na czwartym roku studiów, włączył się w nurt kultury studenckiej i wkrótce stał się jednym z najlepiej rozpoznawalnych jej twórców, a z perspektywy następnych dziesięcioleci – także jednym z najwybitniejszych, obok Agnieszki Osieckiej, Jonasza Kofty, Michała Tarkowskiego, Jacka Kleyffa i Janusza Weissa. Przed szerszą publicznością zadebiutował w 1960 w spektaklu Proces o cień osła Friedricha Dürrenmatta, który był wystawiany w teatrze klubu studenckiego „Hybrydy”. Wkrótce później Jan Pietrzak, ówczesny kierownik Studenckiego Teatru Hybrydy, zaoferował mu przygotowanie programu kabaretowego w tym samym klubie – napisany i wyreżyserowany przez Młynarskiego program kabaretowy Radosna gęba stabilizacji miał premierę w listopadzie 1962. Program dostrzegła krytyka, cieszył się też sporym powodzeniem wśród publiczności, zwłaszcza że stanowił zwrot w historii kabaretu studenckiego w Warszawie, który do tej pory miał charakter bardziej pur-nonsensowny i poetycki. Tymczasem teksty Młynarskiego drwiły ze wszystkich ikon tzw. małej stabilizacji: z wygodnictwa i snobizmu, badylarzy i Matysiaków, wreszcie z konkretnych osób, m.in. Violetty Villas, Andrzeja Wajdy, Lopka Krukowskiego, Leopolda Tyrmanda i Krzysztofa Toeplitza. Po premierze programu dostał propozycję dołączenia do Studenckiego Teatru Satyryków, ale odrzucił ofertę z powodu „różnic pokoleniowych”.
Od 1962 sporadycznie występował w audycji Podwieczorek przy mikrofonie, w której prowadził wraz z Januszem Sentem cykl Kurier serc; stworzył wówczas piosenki: „Bynajmniej”, „W razie czego przypomnijcie sobie Zdzisia”, „Młody polski gniewny” i przebój „Jesteśmy na wczasach”. W maju 1963 premierę miał kolejny program stworzony głównie przez Młynarskiego: Ludzie to kupią. Przedstawienie cieszyło się uznaniem publiczności, a w 1964 zostało wyróżnione na Ogólnopolskim Przeglądzie Kabaretów Studenckich. W nagrodę zespół pojechał do Francji, gdzie zaprezentował program na Festiwalu Kultury Studenckiej w Paryżu i na Międzynarodowym Festiwalu Teatralnym w Rouen. Również w 1963 jego piosenki „Pożegnanie szansonistki” i „Ulica Żabia” (obie wykonane przez Janinę Ostalę) zostały nagrodzone na 1. Krajowym Festiwalu Piosenki Polskiej w Opolu.
Młynarski z „Hybrydami” był związany do zakończenia studiów, tj. do końca 1963. Chociaż prof. Stefan Żółkiewski, promotor pracy magisterskiej Młynarskiego na temat twórczości Stanisława Ignacego Witkiewicza, zaproponował mu pozostanie na uczelni w charakterze asystenta i doktoranta, Młynarski zdecydował o poświęceniu się raczej pracy artystycznej. Za namową Romana Orłowa, swojego starszego o 19 lat brata ciotecznego i jednocześnie kompozytora, postanowił spróbować sił jako profesjonalny autor piosenek; napisali wówczas nieopublikowane nigdy utwory – „Piosenka o Lodzi milicjantce”, „Żeby dzień dobry znaczyło dzień dobry” i „Jak ona kłamie”. Pierwsze zgłoszone przez nich piosenki do Polskiego Radia zostały odrzucone przez komisję radiową, której przewodniczącym był Władysław Szpilman. W tym okresie wyprowadził się z matką, wówczas pracownicą Polskiego Radia, z domu rodzinnego i przeniósł do przyznanego im mieszkania przy ulicy Lwowskiej 1, w którym mieszkał praktycznie do końca życia.

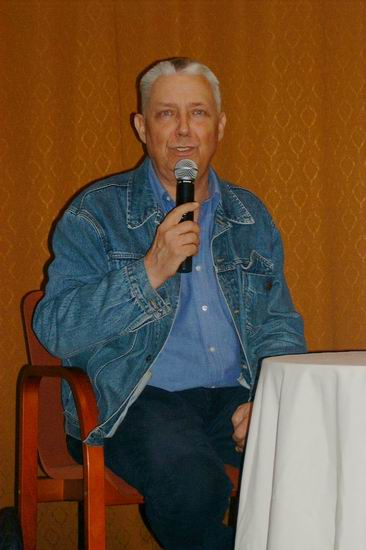
Młynarski podczas spotkania w Bibliotece Publicznej dzielnicy Bemowo

Przed 2. KFPP w Opolu zaczął sam prezentować swoje utwory podczas – organizowanych przez nowo powstały Program III Polskiego Radia – Giełd Piosenek, Kompozytorów i Autorów. Dzięki temu pewien rozgłos zyskały jego utwory: „Pitekantropus”, „Z kim ci będzie tak źle jak ze mną”, „Spalona ziemia” czy „Niedziela na Głównym”. Ta ostatnia była pierwszą piosenką wykonywaną przez Młynarskiego i, za wstawiennictwem Kazimierza Rudzkiego, była emitowana w Polskim Radiu. Z tego okresu pochodzą też pierwsze przeboje Młynarskiego: „Ulica Kubusia Puchatka”, „Po prostu wyjedź w Bieszczady” i „Jesienny pan”, którą w 1963 zaśpiewała na płycie Krystyna Konarska. Na 2. KFPP w Opolu jego piosenki (napisane z Orłowem) wygrały w obu głównych kategoriach: w kategorii piosenki rozrywkowo-tanecznej wygrała ex aequo piosenka duetu Orłow/Młynarski „Z kim ci będzie tak źle jak ze mną” śpiewana przez Kalinę Jędrusik, a Krystyna Konarska wygrała w kategorii piosenki literacko-aktorskiej utworem „Spalona ziemia” . Na 3. KFPP w Opolu w kategorii piosenka estradowa ex aequo zwyciężyły dwie kolejne piosenki Młynarskiego: śpiewane przez niego samego „Światowe życie” oraz „Polska miłość” w wykonaniu Hanny Skarżanki. Ponadto za piosenkę „Trochę miejsca” (muz. Piotr Figiel) odebrał festiwalową nagrodę Rady Naczelnej ZSP dla najlepszego wykonawcy piosenki studenckiej za „wyjątkowo optymistyczne treści” . Na 4. KFPP w Opolu w 1966 zdobył pierwszą nagrodę za utwór „Och, ty w życiu!”, a na następnym festiwalu otrzymał: nagrodę Przewodniczącego Komitetu do spraw RiTV za piosenkę „Po prostu jestem” w wykonaniu Dany Lerskiej oraz nagrodę Ministerstwa Kultury i Sztuki za utwór „Jesteśmy na wczasach” i wyróżnienie dziennikarzy za numer „W co się bawić”, które sam zaśpiewał.
Powodzenie na festiwalach w Opolu spowodowało szereg zamówień na piosenki. Wraz z Jerzym Matuszkiewiczem napisał piosenki do seriali telewizyjnych: Kapitan Sowa na tropie (utwór „Ballada o siedmiu nożach”) i Wojna domowa (utwór „Tylko wróć”) oraz filmu komediowego Pieczone gołąbki (utwory: „Ta rura, rura”, „Kiedy ma się kochać Kasię” i „W pracy bądź jak szczypiorek na wiosnę”). Poza tym scenarzysta Jacek Fedorowicz zamówił od niego kilka piosenek na ścieżkę dźwiękową do komedii muzycznej Kochajmy syrenki (1967). W latach 60. współpracował też z wieloma kabaretami literackimi, m.in. z Pod Papugami (1964–1965), Dreszczowcem (1965), Dudkiem (1964–1975, 1988–1990) i U Lopka (1964–1965). W okresie współpracy z Dudkiem napisał szereg piosenek z Jerzym Wasowskim, m.in. wykonywaną przez Wiesława Gołasa „W Polskę idziemy”, a także utwory: „Ballada o dzikim zachodzie” i „Po co babcię denerwować”, które Młynarski wiele lat później uznał za najbardziej charakterystyczne dla swojej ówczesnej twórczości. W trakcie 10 lat współpracy z Dudkiem napisał łącznie 44 utwory, w tym (poza wyżej wymienionymi) m.in.: „Państwowe studio piosenkarzy”, „La, la, la, la, jak to mężczyzna”, „Półfinał, czyli kuplety Beatlesów”, „Czas miłości”, „Światowe życie”, „Tupot białych mew”, „Trzy Oscary”, „Nowy wspaniały striptease”, „Romanza ciemnoblond”, „Słowo o Karolinie”, „W co się bawić”, „Finale Grande”, „Mija mi”, „Nie ma jak u mamy”, „Latarnik”, „***”, „Bawmy się”, „Półfinał”, „Zwiedzajcie ziemię sądecką”, „Dzieci Kolumba”, „Arię ze śmiecheml, „Na swoje” i „A wójta się nie bójta”. Z kolei dla kabaretu U Lopka napisał kilkanaście tekstów do programu Kompres kultury, w którym wykonywał piosenki: „Ballady o romansach”, „Co by tu jeszcze” i „Przedziałek”. W tym okresie stworzył również utwory do swoich autorskich programów: Kobiety w moim życiu, Po prostu wyjedź w Bieszczady, Ludzie to kupią i W co się bawić, a także piosenki dla innych wykonawców, m.in. „Sposób na panów” i „Prowizorycznie” dla Danuty Rinn. W 1965 nawiązał stałą współpracę tekstowo-kompozytorską z Jerzym Derflem. Wiele z powstałych wtedy utworów w formie humorystycznej poruszało realne problemy społeczne, wobec czego Jerzy Dobrowolski ukuł na piosenki Młynarskiego termin „śpiewanych felietonów”.
W latach 1964–1966 pracował w Redakcji Rozrywki Telewizji Polskiej, dla której zrealizował m.in. programy Muzyka lekka, łatwa i przyjemna, Z kobietą w tytule, Śpiewy historyczne, Ściany między ludźmi, Piosenka ci nie da zapomnieć i Czy czasem tęsknisz?. Wtedy zrealizował też autorskie programy: Szopka noworoczna i Porady sercowe (w tym ostatnim umieścił m.in. utwory Polska miłość i Niedziela na Głównym, który nawiązuje do Dimanche à Orly Gilberta Bécaud) oraz napisał libretto do operetki Marka Sarta Butterfly cha-cha. W tym okresie zaczął też występować z autorskimi recitalami (m.in. Polska miłość i Recital ’67), podczas których prezentował własne piosenki i tłumaczenia piosenek innych artystów we własnym wykonaniu. W tym okresie napisał także piosenki z Jerzym Wasowskim: „Nie wytrzymuję”, „Warga mnie pękła”, „Ballada skandynawska”, „Przyjdzie walec i wyrówna” oraz „Lubię wrony”. Podczas pierwszych tras koncertowych po Polsce występował z Aliną Janowską, Jerzym Abramowskim, Joanną Rawik, Igą Cembrzyńską i Januszem Sentem.
W 1966 nakładem wytwórni Polskie Nagrania „Muza” ukazał się debiutancki album Młynarskiego pt. Wojciech Młynarski śpiewa swoje piosenki zawierający 14 największych przebojów artysty, a następnie płyta pt. Dziewczyny, bądźcie dla nas dobre na wiosnę. W 1969 wydał album pt. Obiad rodzinny. Pod koniec dekady zajmował się jednak głównie twórczością literacką, a jego wiersze i teksty drukowała m.in. „Filipinka”.
Niemal od początku kariery miewał problemy z cenzurą w PRL. W 1968 próbował opatrzyć swoją piosenkę „Lubię wrony” poważnym komentarzem, że – wbrew jej słowom – polskie wrony faktycznie na zimę odlatują na południe, natomiast do Polski przylatują wrony z krajów ówczesnego ZSRR, ale cenzor nie zezwolił na „ujawnienie takich informacji”.

### Lata 70.
W październiku 1971 r. podczas recitalu Młynarskiego w Sali Kameralnej Filharmonii Narodowej, w towarzystwie zespołu Adama Makowicza, nagrano jego album live, pod tytułem Recital `71. Nagranie zostało poddane cenzurze (np. na płycie, wydanej krótko po zmianie na stanowisku I sekretarza KC PZPR, nie znalazła się piosenka „A wójta się nie bójta”), a album ukazał się w niewielkim nakładzie i nie dokonano jego zwiększenia. Utrwalona na płycie entuzjastyczna reakcja publiczności na zawarte w piosence „Przyjdzie walec i wyrówna” słowa Nic że droga wyboista, ważne że kierunek słuszny pokazywała jak rozumiano twórczość poety. W ten sposób, po wydaniu 4 płyt w ciągu 5 lat, przez kolejne 9 lat nie pozwalano Młynarskiemu na nagranie kolejnej płyty.
W latach 1970–1972 współtworzył satyryczno-literacko-polityczną Radiokronikę „Decybel” dla Programu III Polskiego Radia. W 1971 napisał piosenkę „Absolutnie” na potrzeby serialu Droga. Nawiązał także współpracę z kompozytorem Maciejem Małeckim, z którym napisał piosenki: „Ułańska fantazja”, „Hotel Europa”, „Ballada o późnej starości Don Kichota”, „Młodość świętego Mikołaja”, „Kogo udajesz, przyjacielu?” i „Tango retro”, za którą w 1975 otrzymał nagrodę Przewodniczącego Komitetu ds. Radia i Telewizji na 13. KFPP w Opolu. Na początku lat 70. zaczął występować z autorskim programem Szajby, który składał się m.in. z piosenek: „Sposób na bezsenność”, „Daj Des”, „Kogo udajesz, przyjacielu?”, „W sprawie sedna” i „Przedostatni walc”. Program cieszył się dużą popularnością wśród publiczności, a piosenki z przedstawienia zostały wydane w 1980 na albumie, również zatytułowanym Szajba.
W latach 70. zaczął pisać również większe formy, zwłaszcza libretta operowe i musicalowe. W 1972 na scenie Teatru Wielkiego w Łodzi odbyła się premiera Henryka VI na łowach, opery Wojciecha Bogusławskiego, do której Młynarski napisał nowe libretto, a muzykę zaadaptował Jerzy Dobrzański z dwóch oper Karola Kurpińskiego: Lucyfer i Jadwiga, królowa Polski. Również w 1972 napisał słowa do piosenki z czołówki do filmu dla dzieci Wycieczka – ucieczka. W 1976 premierę w Warszawskiej Operze Kameralnej miała opera Kalmora Kurpińskiego, z nowym librettem autorstwa Młynarskiego. Do końca dekady stworzył słowa i piosenki m.in. do musicali: Cień i Awantura w Recco (do muzyki Macieja Małeckiego) i Wesołego powszedniego dnia. Był autorem nowych librett lub tłumaczeń operetki Życie paryskie Jacques’a Offenbacha i musicalu Huśtawka.
W 1976 był jednym z sygnatariuszy Memoriału 101 polskich intelektualistów protestujących przeciwko planowanym zmianom w Konstytucji Polskiej Rzeczypospolitej Ludowej. Wskutek podpisania listu nazwisko Młynarskiego znalazło się na liście autorów pod szczególnym nadzorem cenzury; Tomasz Strzyżewski w swojej książce o cenzurze w PRL opublikował poufną instrukcję cenzorską z 21 lutego 1976 Głównego Urzędu Kontroli Prasy, Publikacji i Widowisk, na której umieszczono nazwisko satyryka oraz następujące wytyczne: „Wszystkie własne publikacje autorów z poniższej listy zgłaszane przez prasę i wydawnictwa książkowe oraz wszystkie przypadki wymieniania ich nazwisk należy sygnalizować kierownictwu Urzędu, w porozumieniu z którym może jedynie nastąpić zwolnienie tych materiałów. Zapis nie dotyczy radia i TV, których kierownictwo we własnym zakresie zapewnia przestrzeganie tych zasad. Treść niniejszego zapisu przeznaczona jest wyłącznie do wiadomości cenzorów”. Zapis cenzorski na twórczość Młynarskiego zdjęto po ponad pół roku.

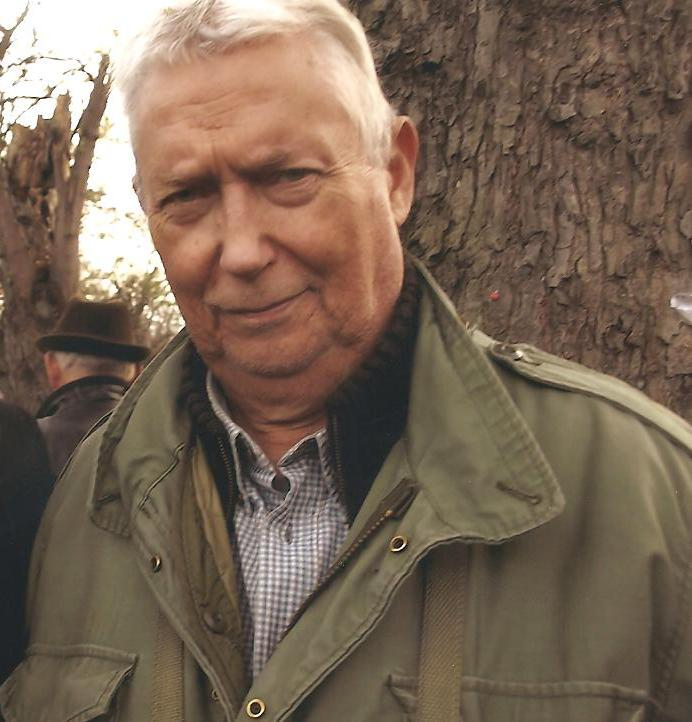
Wojciech Młynarski w 2013

W 1977 wraz z Agnieszką Osiecką i Jonaszem Koftą przygotował koncert Nastroje, nas troje w ramach 15. KFPP w Opolu; trio umieściło w scenariuszu koncertu swoje przeboje, a Młynarski dodatkowo zaśpiewał na scenie kilka napisanych przez siebie utworów: „Ludzie to kupią”, „Z kim ci tak będzie źle jak ze mną”, „Światowe życie” i „Och, ty w życiu” oraz „Czekam tu” w duecie z Haliną Frąckowiak. W tym okresie napisał też teksty do piosenek na album Haliny Kunickiej pt. 12 godzin z życia kobiety (1978) oraz współtworzył utwory dla Ireny Santor: „Ktoś, kto mnie lubi”, „Dlaczego ona, a nie ja”, „Jutrzejsza miłość”, „Wszystkie słowa miłości”, „Ten, o którego mi chodzi” i „Ktoś na mnie czeka”. Napisał też teksty piosenek „La valse du mal” (wyk. Kalina Jędrusik) i „Mam ochotę na chwileczkę zapomnienia” (wyk. Hanna Orsztynowicz/Hanna Banaszak), które powstały na ścieżkę dźwiękową do filmu Palace Hotel (1983).

### Lata 80.
W 1980 napisał słowa do piosenki „Jeszcze się tam żagiel bieli” (muz. Włodzimierz Korcz), za którą Alicja Majewska otrzymała Grand Prix na festiwalu „Człowiek i Morze” w Rostocku i drugą nagrodę w konkursie „Premier” na 18. KFPP w Opolu. Na początku lat 80. został opiekunem artystycznym nowo utworzonej Sceny na Dole przy Teatrze Ateneum w Warszawie, gdzie przez kolejne 10 lat prezentował swoje recitale i współtworzył speklakle – odpowiadał za przekład piosenek Jacques Brela do musicalu Brel i Władimira Wysockiego do spektaklu Wysocki, stworzył i wyreżyserował widowisko Hemar oparte na twórczości Mariana Hemara oraz napisał z Jerzym Derflem piosenki do sztuki Kubuś Fatalista i jego pan. Kontynuował także współpracę z Jerzym Matuszkiewiczem, pisząc tekst do piosenki „Tak bym chciała kochać już” dla Hanny Banaszak. Poza tym w latach 80. napisał z Jerzym Wasowskim serię piosenek, m.in. „Spotkania z balladą”, „Ballada o bezrybiu”, „Tupnął książę”, „Ballada o szachiście”, „Róbmy swoje”, „Mam złe lata i dobre dni”, „Gram o wszystko” i „Ballada o dwóch koniach”, a część z nich zaprezentował podczas recitalu Spotkania z balladą. Jeszcze przed wybuchem stanu wojennego w Polsce stworzył piosenkę „Przetrwamy” z Jerzym Derflem i „Tak jak malował pan Chagall” z Leopoldem Kozłowskim.
Wprowadzenie stanu wojennego w Polsce zastało go w Szwajcarii, gdzie przebywał z Jerzym Derflem na zaproszenie siostry Młynarskiego, Barbary. 13 grudnia 1981 dali zaplanowany wcześniej koncert w Domu Polskim w Zurychu, który przerodził się w demonstrację solidarności z Polakami. Podczas tego samego wyjazdu Młynarski odwiedził po raz ostatni Artura Rubinsteina w jego domu w Genewie. Choć wielu artystów korzystało z okazji, by pozostać na emigracji, Młynarski podjął decyzję o powrocie do Polski – do Warszawy przyleciał 27 stycznia 1982, ostatnim na wiele miesięcy samolotem łączącym kraj z zagranicą. W odpowiedzi na bojkot, jakim wielu ludzi kultury objęło występy w Telewizji Polskiej w czasie stanu wojennego, Młynarski wraz z prof. Bohdanem Korzeniewskim i prof. Zbigniewem Raszewskim wystąpił z Rady Artystycznej Związku Artystów Scen Polskich, za co w 1986 ponownie został objęty zakazem występów i publikacji. Choć w okresie stanu wojennego był poddawany ostrej cenzurze, stworzył kilka utworów nawiązujących do bieżącej sytuacji politycznej, m.in.: „Antyballada”, „Maraton Sopot–Puck” czy „Piosenka tonącego”, a w 1986 wydał album pt. Młynarski w Ateneum. Recital ’86. Napisał też piosenkę do serialu Szaleństwa panny Ewy (1985).
W 1987 uhonorowany został Nagrodą Ministra Kultury i Sztuki za całokształt twórczości, a w następnym roku otrzymał – wspólnie z Jerzym Derflem – nagrodę kulturalną „Solidarności” za recital Róbmy swoje i za tytułową piosenkę, która stała się jednym z nieformalnych hymnów opozycji demokratycznej. Oprócz tego napisał z Włodzimierzem Korczem kolejne przeboje dla Alicji Majewskiej, które zostały wydane w 1987 na jej albumie pt. Piosenki Korcza i Młynarskiego (m.in. „Żal nowej miłości”, „Odkryjemy miłość nieznaną”, „Marsz samotnych kobiet” i „Wielki targ”), a także piosenkę „Ogrzej mnie” dla Krystyny Jandy i „Och życie, kocham cię nad życie” dla Edyty Geppert.
25 czerwca 1988 podczas jubileuszowego 25. KFPP w Opolu odbył się koncert monograficzny z okazji 25-lecia pracy twórczej Młynarskiego, pt. Róbmy swoje, na którym utwory artysty zaśpiewało ponad 20 wykonawców, m.in. Ewa Bem, Danuta Błażejczyk, Edward Dziewoński, Wiesław Gołas, Kalina Jędrusik, Halina Kunicka, Grażyna Łobaszewska, Krystyna Prońko, Danuta Rinn, Skaldowie i Andrzej Zaucha. Młynarski został pierwszym w historii wykonawcą w historii festiwalu, który za życia miał swój koncert monograficzny w Opolu. Podczas koncertu wręczono mu list gratulacyjny od ministra kultury i sztuki Aleksandra Krawczuka oraz nagrodę dziennikarzy za całokształt twórczości związanej z festiwalem. Z jubileuszowym programem występował wraz z innymi artystami podczas trasy koncertowej po Polsce.
Jesienią 1989 udał się do Paryża, gdzie wystawił wyreżyserowany przez siebie spektakl Hemar i razem z Jerzym Derflem wystąpił w Auditorium des Halles z recitalem w hołdzie Charles’a Aznavoura; zapis z drugiego występu został wydany cztery lata później na kasecie magnetofonowej pt. Młynarski w Paryżu. Po powrocie do kraju nagrał album pt. Jeszcze w zielone gramy, a tytułowa piosenka stała się przebojem.

### Lata 90.
W 1990 zagrał w Teatrze Ateneum recital Zamknięty rozdział, w którym zawarł swoje mniej znane piosenki oraz utwory wcześniej cenzurowane przez władze. W 1993 na 30. KFPP w Opolu został nagrodzony statuetką Złotego Lauru oraz zdobył nagrodę Ministra Kultury i Sztuki. Wtedy też przestał pisać piosenki na festiwal. W tym samym roku wystąpił z recitalem na Przeglądzie Piosenki Aktorskiej we Wrocławiu. W latach 90. odpowiadał również za polski przekład libretto do musicali: Chicago i Kabaret. Od 1992 jego utwory były publikowane w prasie, m.in. w „Życiu Codziennym”, „Expressie Wieczornym” i „Expressie. Kulisach”. W styczniu 1993 napisał tekst Nieprzewidywalni z myślą o nowo powstałej Wielkiej Orkiestrze Świątecznej Pomocy.
W 1994 premierę miało telewizyjne widowisko słowno-muzyczne Portret słabego pianisty, które napisał z Jerzym Derflem i które wyreżyserował Mirosław Gronowski. W tym samym roku premierę miał film Panna z mokrą głową, do którego napisał piosenki wraz z Jerzym Matuszkiewiczem, oraz monodram Krystyny Jandy Kobieta zawiedziona według prozy Simone de Beauvoir, do którego przetłumaczył teksty kilku francuskich piosenek. W 1995 występował z recitalem Róbmy swoje ’95. W 1997 napisał wiersz „Poetka znikła w oddali” z myślą o zmarłej Agnieszce Osieckiej, występował z recitalem Dalej robię swoje oraz wystawił autorski spektakl Criminale Tango na Przeglądzie Piosenki Aktorskiej we Wrocławiu. W 1999 na scenie Teatru Rampa w Warszawie wystawił kolejną autorską sztukę – Brassens z polskimi tłumaczeniami piosenek Georges’a Brassensa.

### Po roku 2000

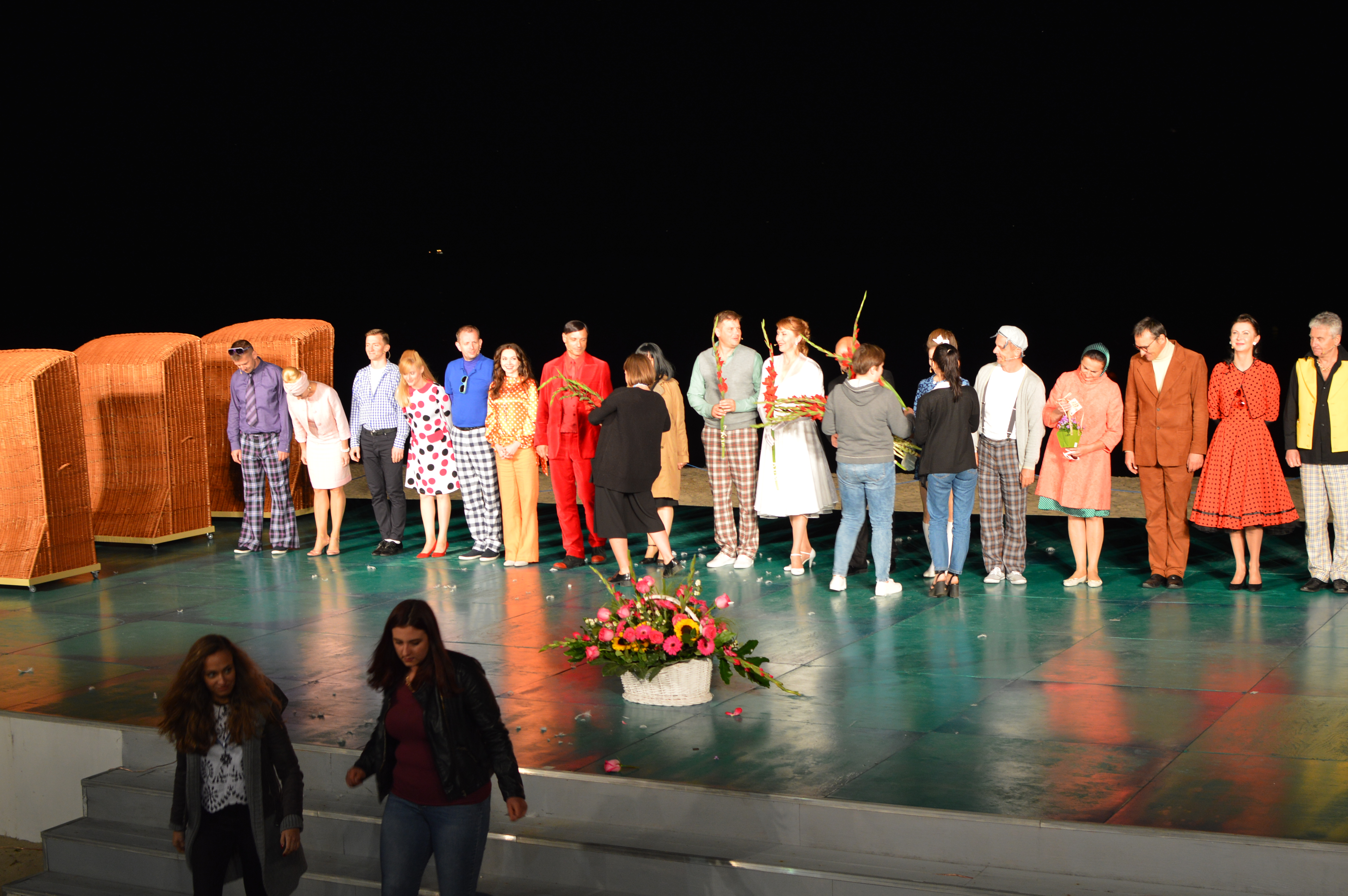
Teatr Letni w Gdyni Orłowie, spektakl pieśni Wojciecha Młynarskiego (2017)

W tekstach publikowanych po 2000 często wyrażał rozczarowanie sytuacją społeczną w kraju, w tym upadkiem autorytetów, kultury wysokiej i kultury słowa (m.in. w utworach: „Rzeczpospolita niewyspanych”, „Ludzie wydmuszki”, „Tłum nieleczonych”, „Syndrom guślarza” czy „Do czubków”). W 2001 uczestniczył w jubileuszowym widowisku Gala 2001 „Niedziela na Głównym” – piosenki Wojciecha Młynarskiego w ramach 22. Przeglądu Piosenki Aktorskiej we Wrocławiu oraz wystąpił z Januszem Sentem z recitalem w Teatrze Rampa w Warszawie z recitalem, który trzy lata później został wydany na albumie pt. Młynarski i Sent. Jesteśmy na wczasach… na żywo 2001. W 2002 w Teatrze Ateneum w Warszawie premierowo zagrał autorski spektakl Zaświadczenie o inteligencji, który stworzył i wyreżyserował w hołdzie Jerzemu Dobrowolskiemu. W tym samym roku w Teatrze Rozrywki w Chorzowie premierę miał spektakl Dyzma – musical, do którego napisał kilkanaście tekstów piosenek, jednak przerwał pracę nad sztuką z powodu problemów zdrowotnych. Poza tym w 2002 premierę miał album pt. Duke po polsku zawierający piosenki Duke’a Ellingtona w polskim przekładzie autorstwa Młynarskiego.
31 stycznia 2003 w Teatrze Ateneum w Warszawie odbyła się premiera przygotowanego przez Magdę Umer widowiska Młynarski, czyli trzy elementy, będącego hołdem dla artysty na 40–lecie jego pracy artystycznej. W listopadzie tego roku Młynarski dał cykl benefisów pt. Czterdziecha, które podsumowywały cztery dekady jego twórczości i prezentowały zarówno jego najdawniejsze piosenki, tłumaczenia utworów innych autorów, ale też śpiewane felietony komentujące bieżącą sytuację w Polsce i na świecie. Wybór piosenek został później wydany na płycie o tym samym tytule.
W 2007 premierę miała książka pt. „Moje ulubione drzewo, czyli Młynarski obowiązkowo” zawierająca teksty autorstwa lub w przekładzie Młynarskiego, a także album muzyczny zespołu Raz, Dwa, Trzy pt. Młynarski złożony z interpretacji piosenek artysty zarejestrowanych podczas koncertu w Muzycznym Studiu Polskiego Radia im. Agnieszki Osieckiej; wydawnictwo dotarło do pierwszego miejsca na liście najczęściej kupowanych płyt w Polsce, a także uzyskało certyfikat platynowej płyty oraz nagrodę Fryderyka 2008 dla najlepszego albumu muzyki popularnej. W październiku 2007 w Teatrze Bajka w Warszawie premierę miał spektakl Państewko na linie według scenariusza Młynarskiego.
W 2008 podczas 45. KFPP w Opolu odebrał Grand Prix za całokształt dorobku artystycznego oraz odsłonił swoją gwiazdę na Alei Gwiazd Festiwalu Polskiej Piosenki, ponadto piosenkom Młynarskiego poświęcono koncert „Debiutów”. W tym samym roku wraz z Włodzimierzem Nahornym wydał autorską płytę pt. Pogadaj ze mną, którą nagrał z udziałem m.in. wokalistów: Agnieszki Wilczyńskiej i Janusza Szroma, Kayah i Zbigniewa Zamachowskiego; za sprzedaż w wysokim nakładzie albumu uzyskał certyfikat złotej płyty. Na potrzeby koncertów z programem z płyty napisał, w formie krótkich zapowiedzi nawiązujących do tekstów piosenek, tekst dla narratora, którym to był na tych koncertach do 2015.
W 2011 i 2012 odczytywał swoje felietony w programie publicystycznym Szkło kontaktowe w TVN24. Kontynuował współpracę z Ireną Santor, pisząc jej piosenki na albumy: Kręci mnie ten świat (2010) i Punkt widzenia (2012). Pracował też z Michałem Bajorem nad warstwą liryczną albumów: Od Piaf do Garou (2011), Moje podróże (2013) i Moja miłość (2015). W 2013 uczestniczył w pierwszej edycji Festiwalu Twórczości Wojciecha Młynarskiego w Sopocie. W 2014 ukazał się album Agnieszki Wilczyńskiej pt. Tutaj mieszkam, na którą Młynarski napisał teksty do muzyki Włodzimierza Nahornego, Jerzego Matuszkiewicza, Andrzeja Jagodzińskiego i Włodzimierza Korcza; płyta uzyskała nagrodę Fryderyka w 2016. W 2015 uczestniczył w jubileuszowym widowisku Młynarski obowiązkowo! Śpiewany autoportret na aktorów i orkiestrę w Teatrze 6. Piętro w Warszawie. W tym samym roku premierę miał album Stanisławy Celińskiej pt. Atramentowa… zawierający m.in. trzy piosenki autorstwa Młynarskiego: „Drzwi odemknij”, „Czerń i biel” oraz „Smuteczku mój”. W styczniu 2017 ukazał się zbiór jego wierszy i piosenek pt. „Od oddechu do oddechu”.
W marcu 2018 ukazały się dwie książki o Młynarskim: „Rozmowy” (zawierający wywiad z artystą przeprowadzony przez jego córkę, Agatę) oraz „W Polskę idziemy” (wybór wierszy i piosenek). W 2019 Piotr Machalica wydał album pt. Mój ulubiony Młynarski będący hołdem dla artysty. W grudniu 2021 w Teatrze Ateneum w Warszawie premierę miał spektakl Misja: Młynarski (reż. Jacek Bończyk) inspirowany twórczością artysty.

## Życie prywatne

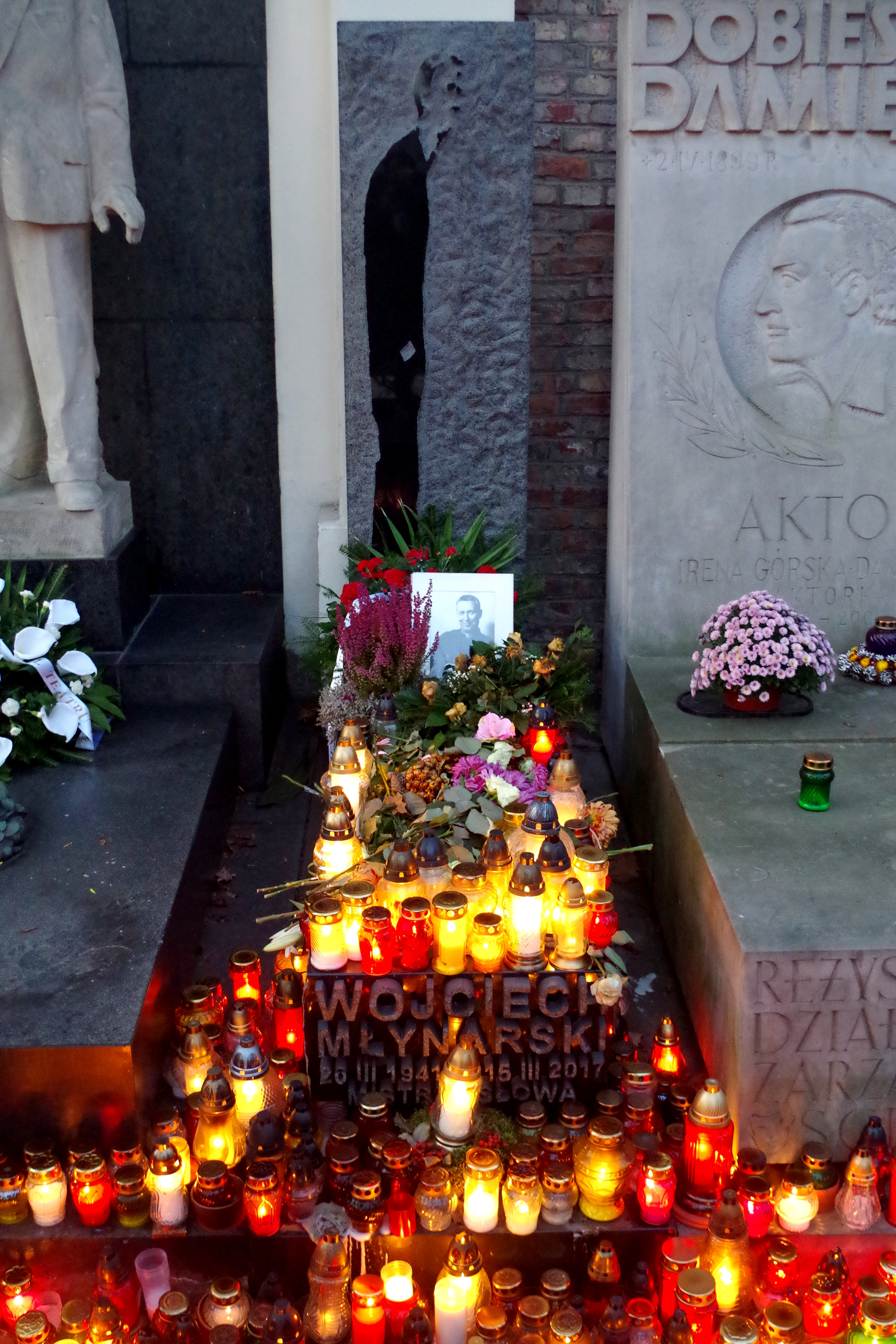
Grób Wojciecha Młynarskiego w alei zasłużonych na cmentarzu Powązkowskim w Warszawie

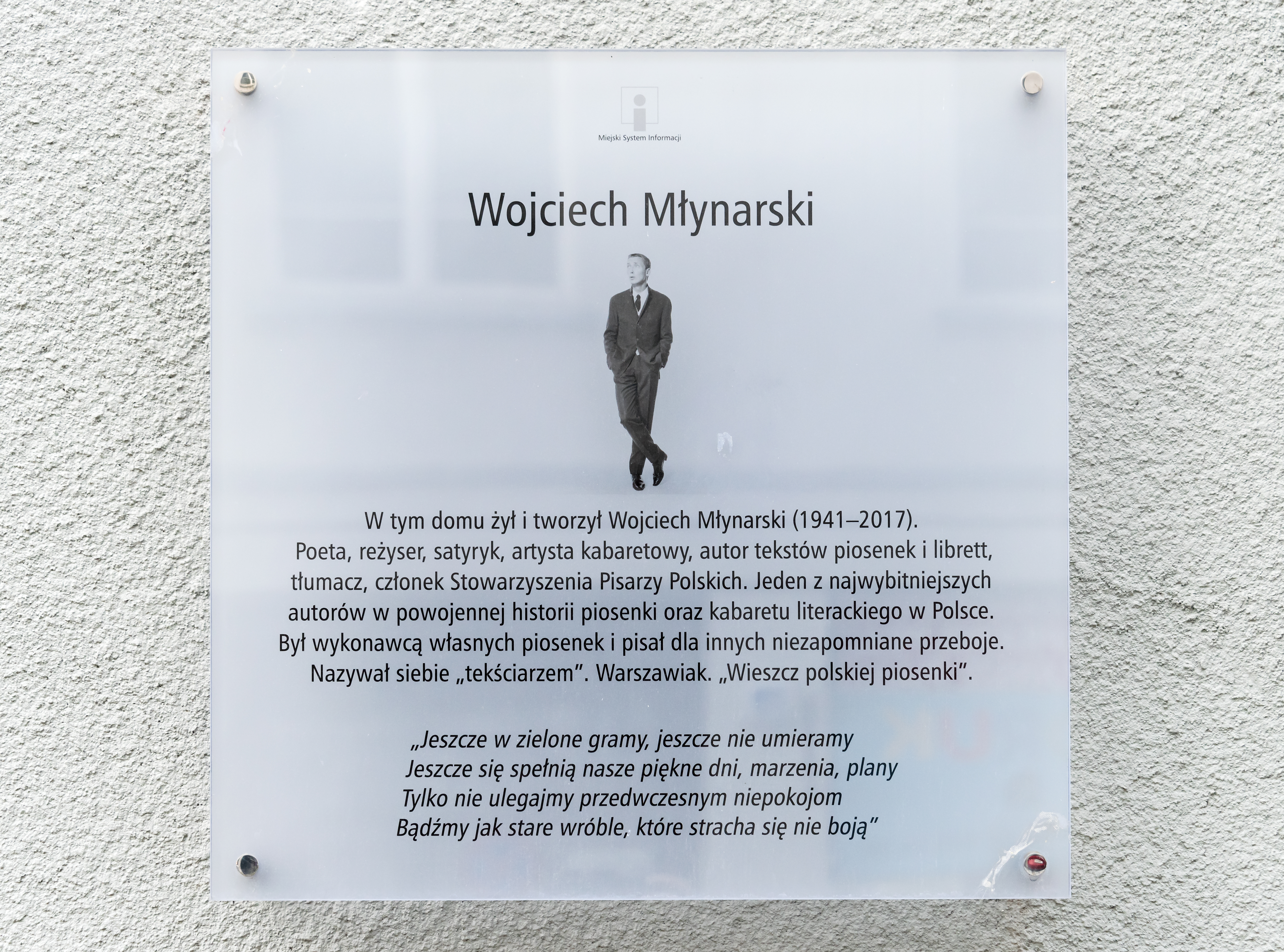
Tablica pamiątkowa przy ul. Lwowskiej 1 w Warszawie

W 1964 poślubił piosenkarkę i aktorkę Adriannę Godlewską, z którą ma troje dzieci: Agatę (ur. 1965) i Paulinę (ur. 1970) oraz Jana (ur. 1979). Mieszkał przy ul. Łowickiej w Warszawie. Po raz drugi był żonaty z Jadwigą, z którą rozwiódł się w 2008. W 2006 jeszcze przed rozwodem z drugą żoną, związał się z Joanną Kossowską, z którą był razem aż do jego śmierci w 2017 roku.
Od 1972 cierpiał na chorobę afektywną dwubiegunową. Zmarł 15 marca 2017 w wieku 75 lat. 24 marca 2017, po mszy pogrzebowej, która odbyła się w kościele św. Karola Boromeusza w Warszawie na Powązkach, urna z jego prochami spoczęła w alei zasłużonych cmentarza Powązkowskiego.

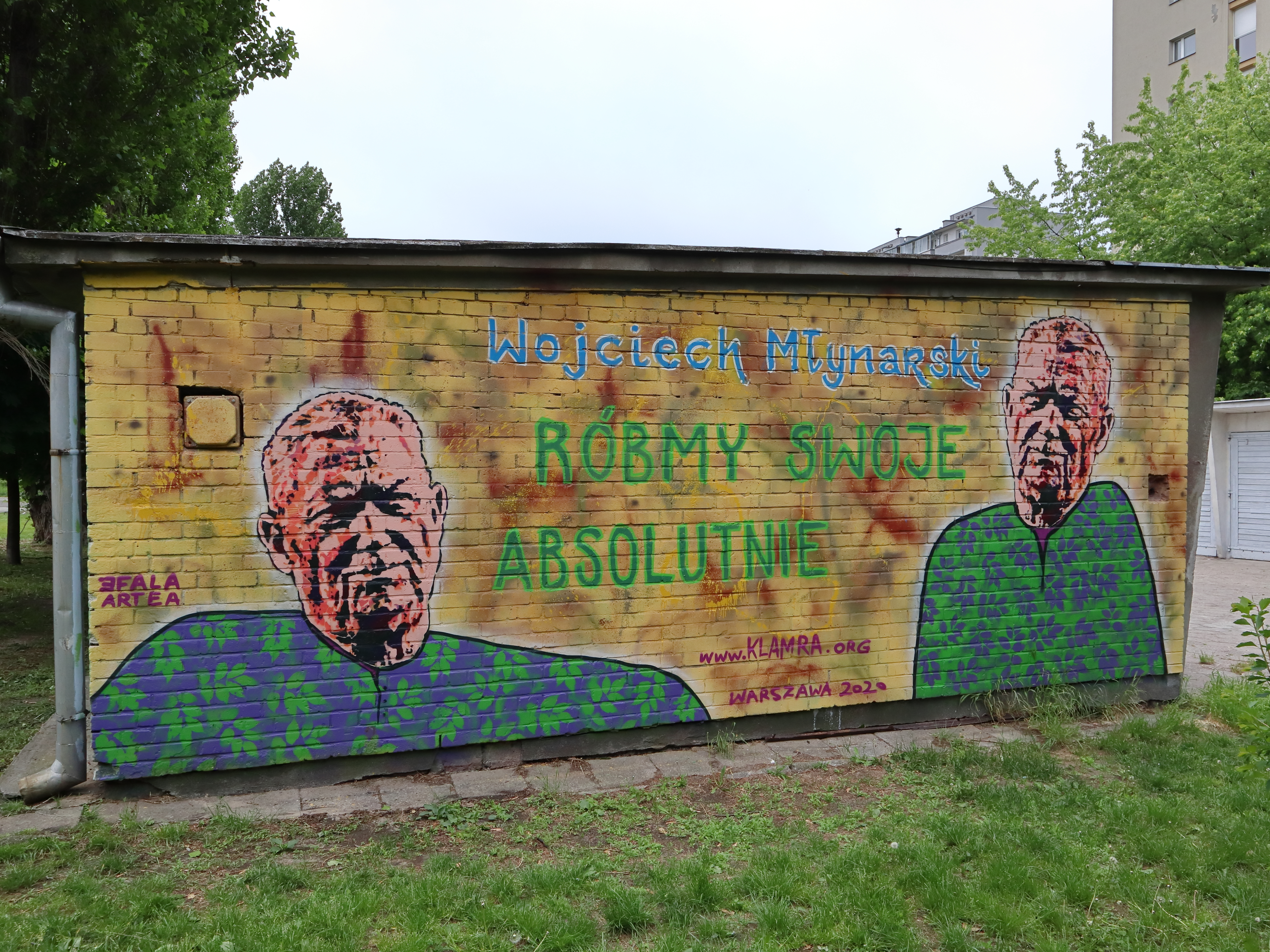
Mural upamiętniający Wojciecha Młynarskiego przy ulicy Smoczej w Warszawie na tylnej ścianie garażu od strony skweru Jura-Gorzechowskiego

## Dyskografia
- 1966 – Wojciech Młynarski śpiewa swoje piosenki
- 1968 – Dziewczyny bądźcie dla nas dobre na wiosnę
- 1970 – Obiad rodzinny
- 1971 – Recital '71
- 1980 – Szajba
- 1986 – Młynarski w Ateneum (w wydaniu na CD brak niektórych utworów z kasety magnetofonowej)
- 1989 – Jeszcze w zielone gramy
- 1989 – Młynarski w Paryżu
- 1992 – Piosenki... ballady...
- 1995 – Róbmy swoje '95
- 2000 – Złota kolekcja: Absolutnie
- 2001 – Prawie całość (5 płyt)
- 2002 – Niedziela na Głównym: Gala 2001
- 2003 – Zamknięty rozdział
- 2004 – Młynarski i Sent. Jesteśmy na wczasach ... na żywo 2001
- 2005 – Czterdziecha
- 2006 – Od piosenki do piosenki. Gwiazdozbiór muzyki rozrywkowej
- 2008 – Pogadaj ze mną (piosenki Wojciecha Młynarskiego i Włodzimierza Nahornego)
- 2014 – Tutaj mieszkam (piosenki Wojciecha Młynarskiego do muzyki różnych twórców)

Na kasetach VHS zostały wydane w połowie lat 90. recitale Robimy swoje i Wieczór liryczny.

## Utwory (w tym tłumaczenia)
- 44 na wcześniej
- A wójta się nie bójta
- Absolutnie
- Ach to był szał, gdy Duduś grał
- Ach, co to był za ślub
- Alkoholicy z mojej dzielnicy
- Anioł i diabeł
- Baba o sześciu cyckach
- Ballada kapitalna
- Ballada o bezrybiu
- Ballada o chirurgii plastycznej
- Ballada o dwóch koniach
- Ballada o dzikim zachodzie
- Ballada o Kołobrzegu
- Ballada o malinach
- Ballada o późnej starości
- Ballada o przeszkoleniu kamerzystów
- Ballada o przyszłości chirurgii
- Ballada o romansach
- Ballada o siedmiu nożach
- Ballada o strachu na wróble
- Ballada o strażaku z opery
- Ballada o szachiście
- Ballada o szczurach
- Ballada o szewcu dratewce
- Ballada o torreadorze
- Ballada o trzech trubadurach
- Ballada o zasługiwaniu
- Bas
- Bądź moim natchnieniem
- Bez jutra nie da się żyć
- Bezczelny Kaliski
- Białe żagielki
- Bidusia
- Błędny rycerz
- Bohaterowie Remarqua
- Buldożer
- Być narzeczoną twą
- Bynajmniej
- Chianti, chianti
- Chirurgia plastyczna
- Chłopiec na dłużej
- Chyba że Ty mnie polubisz
- Co by tu jeszcze
- Co ma zrobić taki frajer
- Czas miłości
- Czterdziecha
- Cztery nesesery
- Czy jeszcze zdążę
- Daj „DES”
- Diatryba
- Dwa serca jak pociągi dwa
- Dwie akacje
- Dzieci Kolumba
- Dzielę z tobą dzień na dwoje
- Dziewczyny z Komorowa
- Dziewczyny, bądźcie dla nas dobre na wiosnę
- Ej, raz
- Fruwa twoja marynara
- Gdzie Orawa i gdzie Spisz
- Gram o wszystko
- Gruz do wywózki
- Hotel „Europa”
- Hymn kolejarzy wąskotorowych
- Ile ja dopłacam
- Iskierki dnia
- Jak artyści szli do nieba
- Jak należy rozpocząć cyrkowe przedstawienie
- Jesienny pan
- Jest jeszcze panna Hela
- Jestem piłeczką pingpongową
- Jestem po prostu jestem
- Jesteśmy na wczasach
- Jeszcze się tam żagiel bieli
- Jeszcze w zielone gramy
- Jeśli znajdę taką żonę
- Jurata
- Jutro Warszawa
- Już cię nie kocham
- Już jest po burzy
- Karnawałowo wiruje świat
- Kartoflanka
- Kobiety w moim życiu
- Kocham jutro
- Kochankowie
- Kolejna jesień
- Kołysanka Rosemary
- Korespondencja ze Skandynawii
- Koza u rena
- Księżyc nad Kościeliskiem
- Która to już wspólna wiosna
- Ktoś, kto mnie lubi
- Kuplety o cyrku
- Kuzynka Urszula
- La Valse Du Mal
- Laleczka
- Leniwie
- Leniwy diabeł
- Leszczyna
- Lubię wracać tam gdzie byłem
- Lubię wrony
- Łagodne światło Twoich oczu
- Łoł
- Mam ochotę na chwileczkę zapomnienia
- Mam zaśpiewać coś o cyrku
- Maraton Sopot-Puck
- Młodość św. Mikołaja,
- Moja miłość największa
- Moje serce to jest muzyk
- Moje ulubione drzewo
- Moknie w deszczu diabeł
- Mój człowiek
- Mój żołnierzyku
- Murena
- Na luzie
- Najnowsza historia Adama i Ewy, 17.
- Najpiękniejszy list miłosny
- Nie ma jak u mamy
- Nie ma jasności w temacie Marioli
- Nie mów jaką przyjdziesz drogą
- Nie opuszczaj mnie
- Nie powiemy sobie prawdy
- Nie próbuj zatrzymać miłości
- Nie umiałem tak ładnie
- Nie wycofuj się
- Nie wytrzymuje
- Nieszczęścia chodzą parami
- Nowa jElita
- O tych, co się za pewnie poczuli
- Och życie, kocham Cię nad życie
- Odpocznijmy trochę od Gołasa
- Ogrody dzieciństwa
- Ogrzej mnie
- Ona chodzi tak prześlicznie
- Oto wkraczamy
- Pe-Pe-Pe
- Piosenka o metrze
- Piosenka o papierowym żołnierzyku
- Piosenka starych kochanków
- Piosenka tonącego
- Po co babcię denerwować
- Pogadaj ze mną
- Po Krakowskim
- Po prostu jestem
- Po prostu wyjedź w Bieszczady
- Początek drogi
- Podchodzą mnie wolne numery
- Polska miłość
- Poradźcie się bukłaczka
- Poranne łzy
- Prawo do miłości
- Prezydent, prawdziwy Polak
- Prowizorycznie
- Prywatne święto
- Przedostatni walc
- Przekorny horoskop
- Prześliczna wiolonczelistka
- Przetrwamy
- Przez minutę
- Przyjdzie walec i wyrówna
- Przystanek koło Zoo
- Rap w sprawie diety
- Relacja zawiadowcy stacji
- Rodzinny obiad
- Rozmowa z księżycem
- Róbmy swoje
- Siwieje
- Smutne miasteczko
- Sposób na bezsenność
- Spóźniłam się na mój ślub
- Statek do Młocin
- Strasznie lubię cie piosenko
- Szajba
- Szpital wstrętny i ponury
- Śliczna różdżkareczka
- Światowe życie
- Tak bym chciała kochać już
- Tak jak malował pan Chagall
- Taka piosenka, taka ballada
- Taki cud i miód
- Tango carewicz
- Tango retro
- Terpentyna Dziadka Pohla
- To nie przeszkadza wcale
- Trąbeczko...
- Trochę miejsca
- Truskawki w Milanówku
- Tupnął książę
- Tupot białych mew
- Układanka
- Ułańska fantazja
- W co się bawić
- W miejskim teatrzyku lalek
- W nieciekawych czasach
- W Polskę idziemy
- W razie czego przypomnijcie sobie
- W szkole wolności
- Walc na 1000 pas
- Walc na tysiąc pas
- Walc przedświt
- Wańka Morozow
- Weź pan siekierkę
- Widzę światło
- Wielki trójżaglowiec
- Wiersz o Aurelii Żelaznej
- Wszędzie jest dobrze tam gdzie nas nie ma
- Wszystko mi mówi, że mnie ktoś pokochał
- Wtul się w sen
- Wysokie drzewa z moich stron
- Wywalczymy kapitalizm
- Z kim tak ci będzie źle jak ze mną
- Z wielkiej nieśmiałości
- Zaśnij spokojnie przyjacielu
- Zdzisio po latach
- Zeszycik z 1 klasy
- Zmieniłeś się
- Żłób
- Żniwna dziewczyna
- Żorżyk (gitarzysta basowy)
- Żółty buldożer
- Żurek
- Żyj kolorowo

## Ordery i odznaczenia
- Krzyż Komandorski Orderu Odrodzenia Polski (16 sierpnia 2011)[163]
- Krzyż Oficerski Orderu Odrodzenia Polski (6 kwietnia 2000)[164][165]
- Złoty Krzyż Zasługi (1981)[165]
- Złoty Medal „Zasłużony Kulturze Gloria Artis” (26 września 2006)[166][167]
- Honorowa Odznaka Stowarzyszenia Autorów ZAiKS (1993)[168]
- Kawaler Orderu Sztuki i Literatury (Francja, marzec 2017)[152]

## Nagrody i wyróżnienia
- Nagroda Przewodniczącego Komitetu do spraw Radia i Telewizji (1980)
- Wyróżnienie na 20. Kaliskich Spotkaniach Teatralnych za teksty kupletów w przedstawieniu Bogusławski Wincentego Rapackiego w Teatrze Nowym w Łodzi (1980)
- Nagroda „Srebrna Lira” na festiwalu w Bratysławie (Czechosłowacja) (1984)
- Nagroda Ministra Kultury i Sztuki I stopnia za całokształt twórczości estradowej (1987)[165][5]
- Metronom '87 za całokształt pracy artystycznej (1987)
- Nagroda kulturalna „Solidarności” za program Róbmy swoje (1988, wspólnie z Jerzym Derflem)[165]
- Nagroda Prezydenta m.st. Warszawy za cykl przedstawień śpiewanych na scenie Teatru Ateneum (1989)
- Nagroda Ministra Spraw Zagranicznych (1990)
- Metronom '91 za całokształt pracy artystycznej (1991)
- Nagroda Programu III Polskiego Radia im. Mateusza Święcickiego (1993)
- Nagroda Artystyczna Polskiej Estrady „Prometeusz” za wybitne osiągnięcia w sztuce estradowej (1994)
- SuperWiktor ’97 za całokształt twórczości (1998)[165]
- Gwiazda Telewizji Polskiej „za twórczą współpracę z telewizyjną rozrywką”, z okazji 50-lecia TVP (2002)[165]
- Tytuł mistrza mowy polskiej w 4. Konkursie „Mistrz Mowy Polskiej” (2004)
- Grand Prix 45 Festiwalu Piosenki Polskiej w Opolu (2008)[169]
- Diamentowy Mikrofon, wręczony podczas 45 Festiwalu Piosenki Polskiej w Opolu (2008)[165][169]
- Złote Berło – nagroda Fundacji Kultury Polskiej (październik 2008)
- Nagroda Muzyczna „Fryderyk” Polskiej Akademii Fonograficznej (2011)[170]
- Członkostwo honorowe Stowarzyszenia Autorów ZAiKS (2013)[168]
- tytuł Ambasadora Polszczyzny w Mowie (2013)[171]
- Nagroda Warszawskiej Premiery Literackiej za książkę lutego 2017 za Od oddechu do oddechu (2017)

## Upamiętnienie
- Tablica pamiątkowa w Alei Gwiazd Satyrykonu na głównym deptaku Legnicy (ul. Najświętszej Marii Panny) - 2018.
- Tablica pamiątkowa na budynku przy ul. Lwowskiej 1 w Warszawie, w którym mieszkał, odsłonięta w 2021[49].
- Mural upamiętniający artystę przy ulicy Smoczej w warszawskiej dzielnicy Wola[172].
- W 2018 jego imię nadano skwerowi we Wrocławiu[173]
- W 2024 roku jego imię nadano skwerowi w Warszawie, położonemu pomiędzy ul. Łowicką, Wiktorską i Jana Józefa Lipskiego w dzielnicy Mokotów[174]. Odsłonięto również tablicę określającego artystę jako „wieszcza polskiej piosenki”[175].